# Peliococcus plurimus
Peliococcus plurimus är en insektsart som beskrevs av De Lotto 1969. Peliococcus plurimus ingår i släktet Peliococcus och familjen ullsköldlöss. Inga underarter finns listade i Catalogue of Life.